# كرايغ والش
كرايغ والش (بالإنجليزية: Craig Walsh)‏ هو ملحن أمريكي، ولد في 11 أبريل 1971 في سومرفيل في الولايات المتحدة.

## روابط خارجية
- كرايغ والش على موقع أول ميوزيك (الإنجليزية)